# Leistungsfahrbetrieb
Ein Leistungsfahrbetrieb, auch Kohle- und Abraumbetrieb, ist eine Form des Zugverkehrs bei Werksbahnen im Braunkohlebergbau, der dem Abbau von Braunkohle und dem bedeckenden Abraum dient. Dieser wird aus besonders auf ihren Verwendungszweck ausgerichteten Selbstentladewagen sowie seitenkippbaren Wagen und elektrischen Tagebaulokomotive gebildet.

## Historie

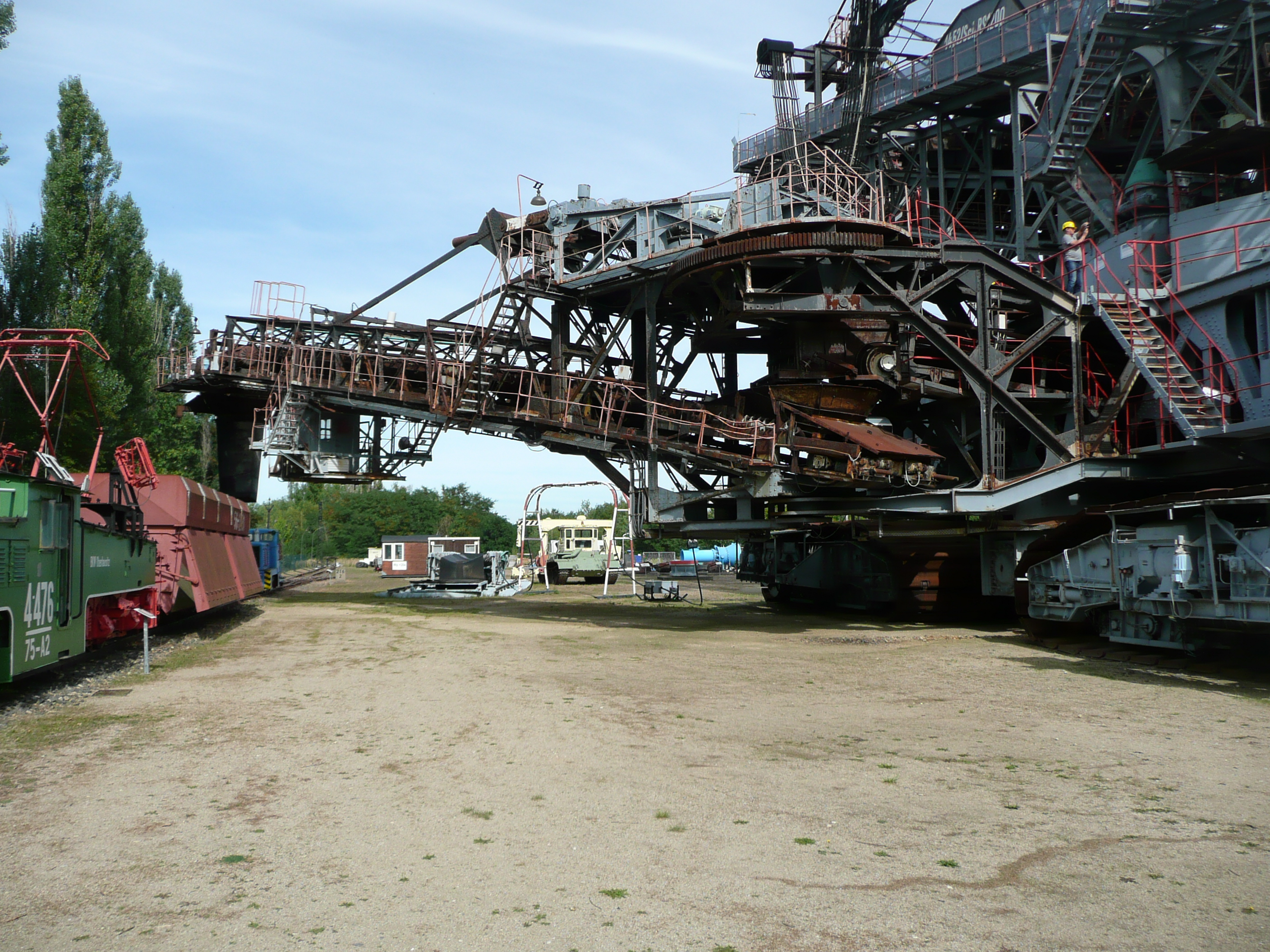
Darstellung Leistungsfahrbetrieb im Braunkohlebergbau

Die Leistungsfähigkeit des Fahrbetriebes in den Tagebauen richtet sich nach der Leistungsfähigkeit der Tagebaugroßgeräte. Vor 1945 wurde die Förderung von Kohle und Abraum noch ausschließlich durch Werksbahnen durchgeführt, nach 1945 vermehrt durch Abraumförderbrücken und Förderbänder. Im Bereich der Bedienung der Tagebaugroßgeräte sind Seitenfahrleitungen erforderlich, deshalb haben alle Werklokomotiven mit Haupt- und Seitenstromabnehmer auch verschiedene Ausrüstungen, die sich je nach dem Ausstatter unterscheiden.

### Fahrgeschwindigkeit
Die Fahrgeschwindigkeiten der Werksbahnen ist den Erfordernissen entsprechend gering. Eine maximale Höchstgeschwindigkeit ist auf den Kohleverbindungsbahnen für die Normalspur mit 60 km/h, für die Grubenbahnspurweite 40 km/h und bei Fahrten in der Grube auf Strossengleisen mit 30 km/h festgelegt. Bei geschobenen Zügen und bei Dunkelheit mus sie entsprechend verringert werden.

### Zuglänge

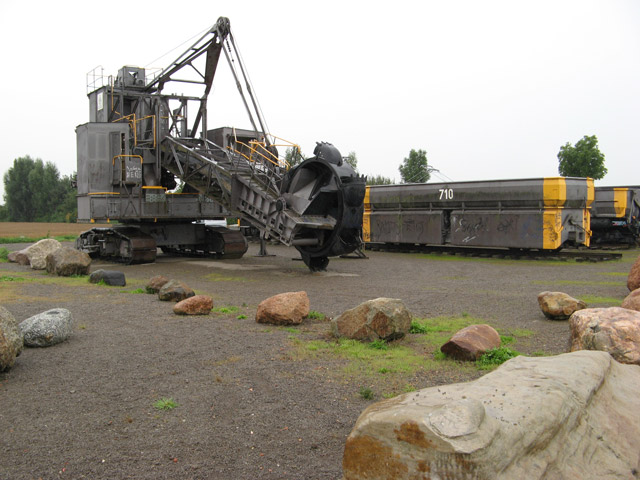
Schaufelradbagger und Kohlezug in der Schauanlage Helmstedter Braunkohlerevier

Die maximale Länge von Zügen für den Kohlentransport beträgt bei der Normalspur selten mehr als zwölf Wagen bei Doppeltraktion und acht Wagen bei Zügen mit einer Lokomotive, da die Gleise aus den Gruben mitunter kräftige Steigungen aufwiesen. In Extremfällen mussten Zahnradbahnen wie mit den Lokomotiven Maschinenfabrik Esslingen 4420 und 4421 angelegt werden. Im Abraumbetrieb betrug die Zuglänge bei Doppeltraktion mitunter 14 Wagen und mit einer Lokomotive 10 Wagen, da in dem Fall geringere Steigungen zu bewältigen waren.
Bei den Verbindungsbahnen in Schmalspur war die Zuglänge ähnlich, die geförderte Menge an Lasten entsprechend geringer. Änderten sich die Tagebaugroßgeräte mit größerer Fördermenge, so mussten viele Zugverbindungen und Gleisanlagen entsprechend angepasst werden. Das Festhalten der Kohlebetriebe an der Schmalspur war besonders durch das Vorhandensein der Bunker mit dieser Spurweite bedingt, für die eine Umrüstung auf Normalspurgleise technisch nicht machbar oder unökonomisch war.

### Besonderheit geschobene Züge
Geschobene Züge sind im Braunkohlebergbau unumgänglich, z. B. bei den Strossengleisen bei der Einfahrt zu den Tagebaugroßgeräten oder bei der Tagebauausfahrt im Steigungsbetrieb. Auf den Kohleverbindungsbahnen sollte grundsätzlich nur gezogen gefahren werden, solange die betrieblichen Gegebenheiten dies nicht ausschlossen. Geschobene Züge mussten mit einer entsprechenden Signaleinrichtung, bestehend aus Glocke und Spitzenlicht, ausgerüstet sein, jeder Zug auf manchen Verbindungsbahnen musste mit einem Zugbegleiter besetzt sein, unbeschrankte Bahnübergänge mussten mit dem Beimann gesichert werden.

### Bremse
Alle Züge des Leistungsfahrbetriebes mussten schon ab den 1930er Jahren mit einer Druckluftbremse für den Steigungsbetrieb ausgerüstet sein. Heute ist es üblich, dass die Züge mindestens mit der einlösigen Bremse ausgerüstet sind, die geringere Zuglänge und Geschwindigkeit im Vergleich zum Güterzugbetrieb bei öffentlichen Bahnen reicht dafür.

### Fahrplan
Die Güterzüge im Braunkohlebergbau fuhren nach Fahrplan entsprechend den vorherrschenden betrieblichen Bedürfnissen. So war der Streckenblock unbekannt, und es wurde auf Sicht gefahren, erst in den 1940er Jahren wurde das Stabfahren eingeführt, bei dem der Lokführer vor Einfahrt in ein Strossengleis ein Holzstab erhielt. Unregelmäßigkeiten waren ein Fall für den Hilfsfahrbetrieb.

## Fahrzeuge

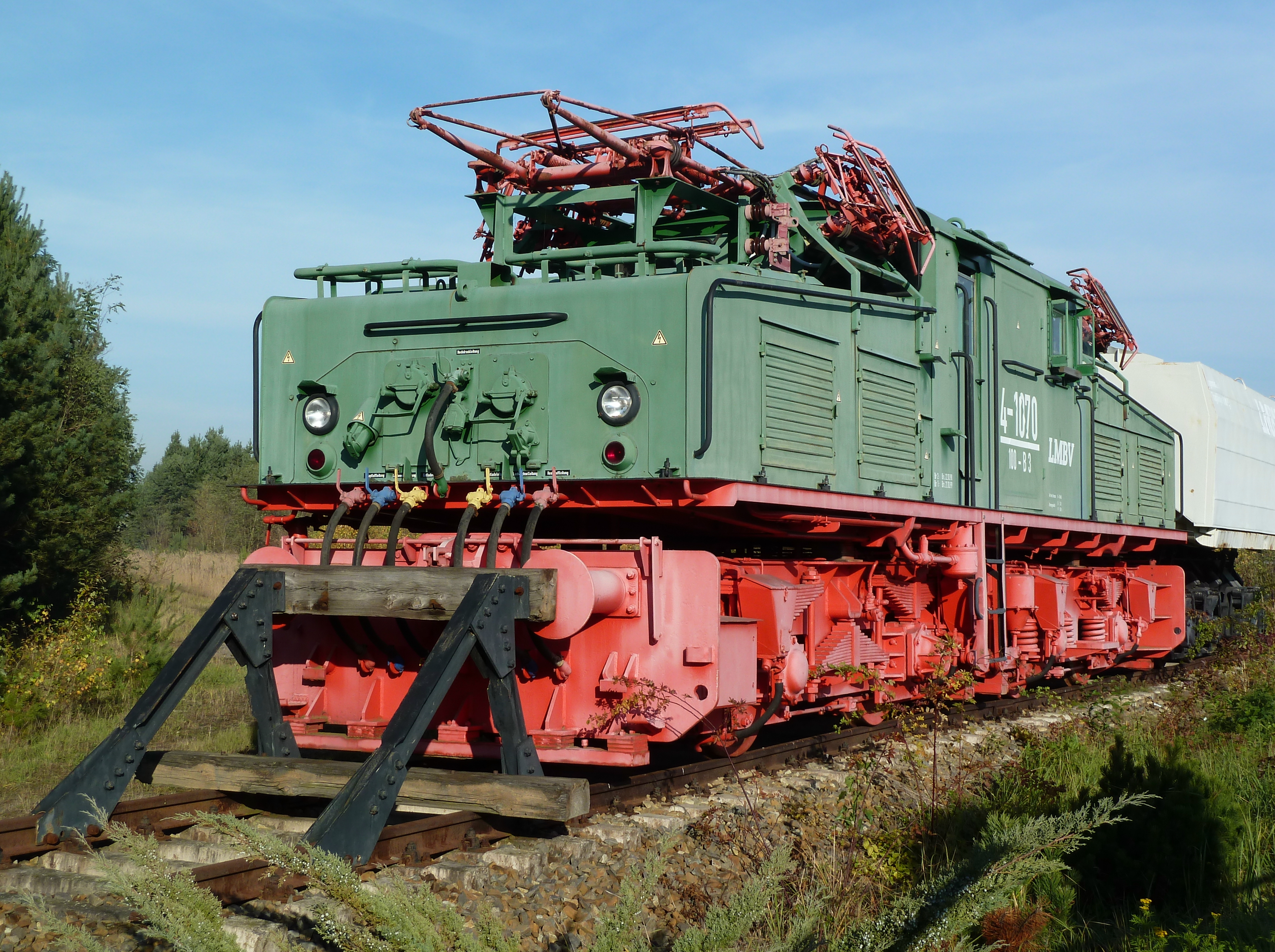
Fahrzeug im Braunkohlenbergbau der heutigen Zeit

Die Zuglokomotiven für den Leistungsfahrbetrieb wurden und werden nach den Leistungen der Tagebaugroßgeräte berechnet. Ändert sich etwas in der Förderstruktur, werden auch die benötigten Fahrzeuge geändert. Die Tagebaulokomotiven sind mit Mittelpufferkupplung und Stromabnehmer ausgerüstet, die sowohl für die Kohleverbindungsbahnen oder Gruben mit den Strossengleisen geeignet sind. Außerdem sind neuere Tagebaulokomotiven mit einer Einrichtung zum Kippen der Selbstentladewagen versehen, was durch einen zusätzlichen Luftanschluss an der Pufferbohle zu sehen ist.
Bei den Güterwagen richtet sich die Ausrüstung nach den technologischen Erfordernissen. Ein besonderes Problem war besonders das Entladen der Kohlezüge im Winter und die Reinigung der Abraumwagen nach dem Entladen.
Nicht mehr benötigte Fahrzeuge für den Leistungsfahrbetrieb wurde später noch im Hilfsfahrbetrieb eingesetzt.

## Änderungen im Fahrdienst
Große Änderungen betrafen in den 1950er Jahren die Fahrplangestaltung. Die alten Methoden wie Fahrweise auf Sicht und Stabfahren wurden ab den 1950er Jahren durch die bei den öffentlichen Bahnen üblichen Sicherungseinrichtungen von Zugfahrten wie Streckenblock, Drucktastenstellwerk und Dispatcher ersetzt. Ab der Zeit waren die Stellwerke nun größtenteils moderner ausgestaltet als die vergleichbaren Einrichtungen bei der Deutschen Reichsbahn.

## Bedeutung

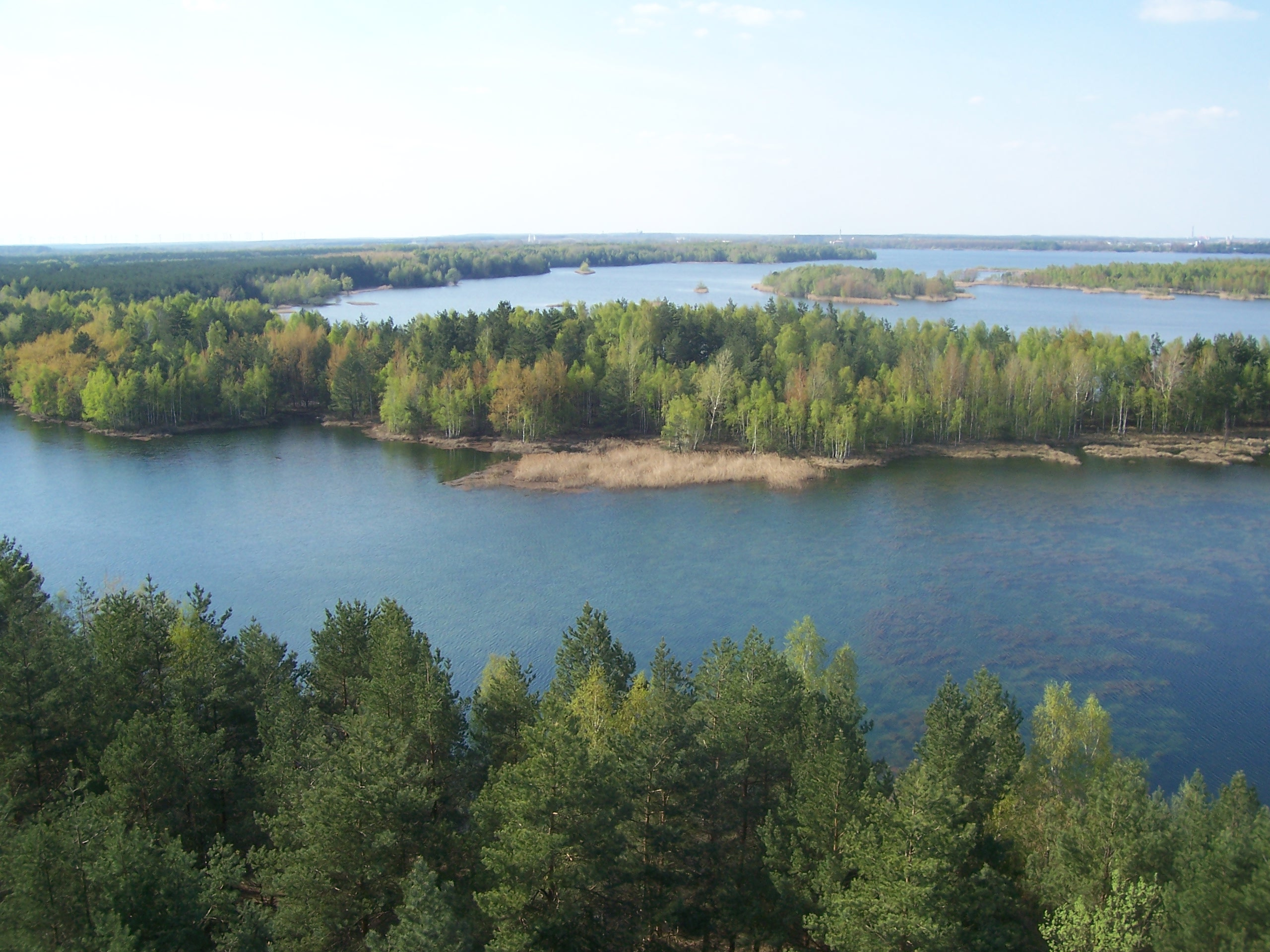
Senftenberger See, ehemaliger Tagebau Niemtsch mit Kohlebahnen

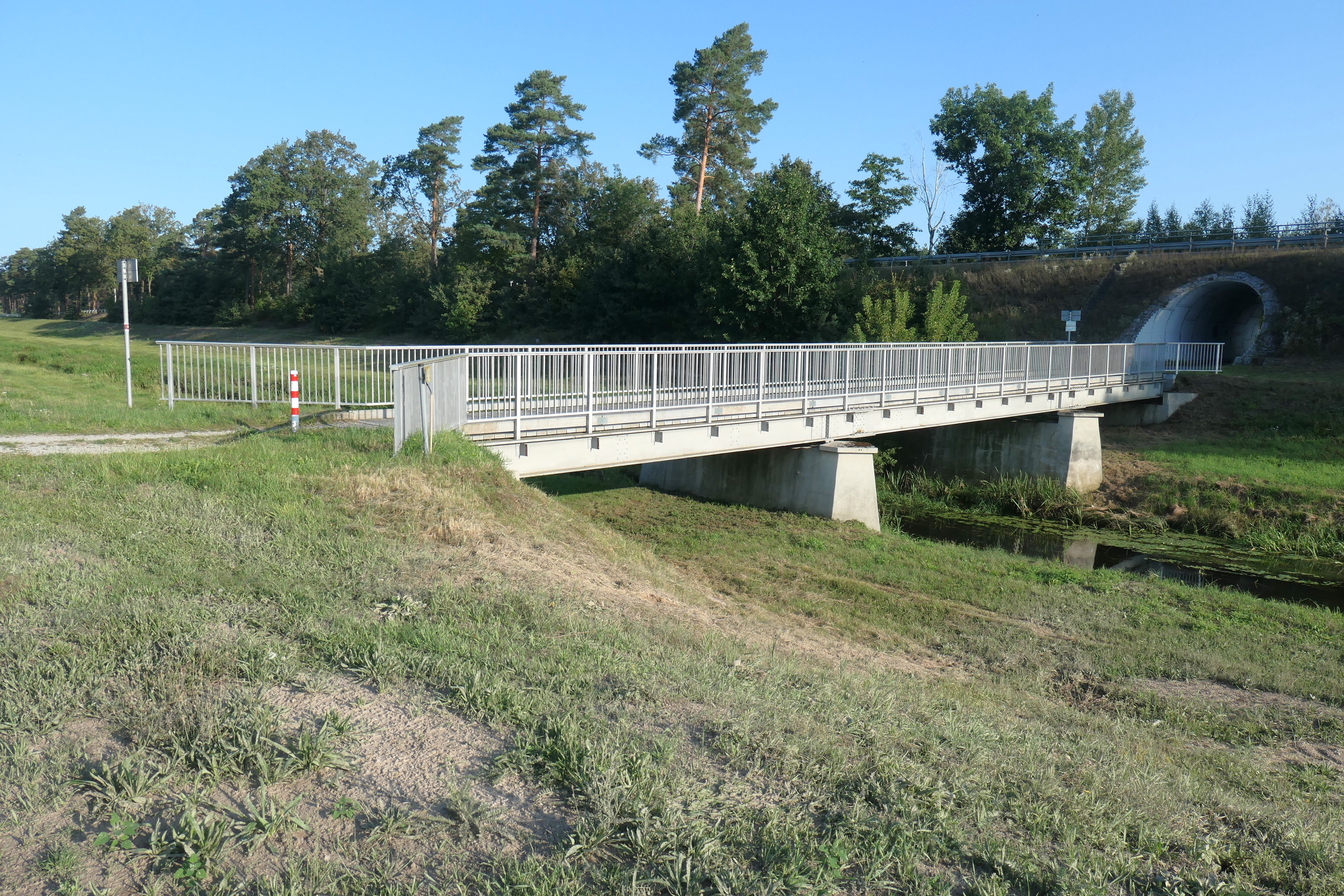
Brücke über die Schwarze Elster nördlich von Laubusch-vor 30 Jahren noch Kohlebahntrasse, heute Fahrradweg

Der Leistungsfahrbetrieb in den Braunkohlebergbauen hat einen bedeuteten Beitrag in der Energiewirtschaft und damit der Sicherstellung der Stromnetze und der Heizungen geleistet. Er war zu jeder Zeit dem Technologiemanagement unterworfen.
Für die Landesgestaltung nach der Auskohlung der Tagebaue haben die Kohlebahnen einen Beitrag zur Erstellung der Bergbaufolgelandschaft geleistet. Es ist heute kaum vorstellbar, dass auf dem Gelände der vielen Seen des Lausitzer Seenlandes noch vor 20 Jahren mitunter Kohlebahnen verkehrten.